# NGC 985
NGC 985 je galaksija u zviježđu Kit.

## Vanjske poveznice
- SEDS: NGC 985